# Yusuke Segawa
Yusuke Segawa (瀬川 祐輔 Segawa Yusuke?), född 7 februari 1994 i Tokyo prefektur, är en japansk fotbollsspelare.
Segawa började sin karriär 2016 i Thespakusatsu Gunma. 2017 flyttade han till Omiya Ardija. 2018 flyttade han till Kashiwa Reysol.